# 詹卡亚大学

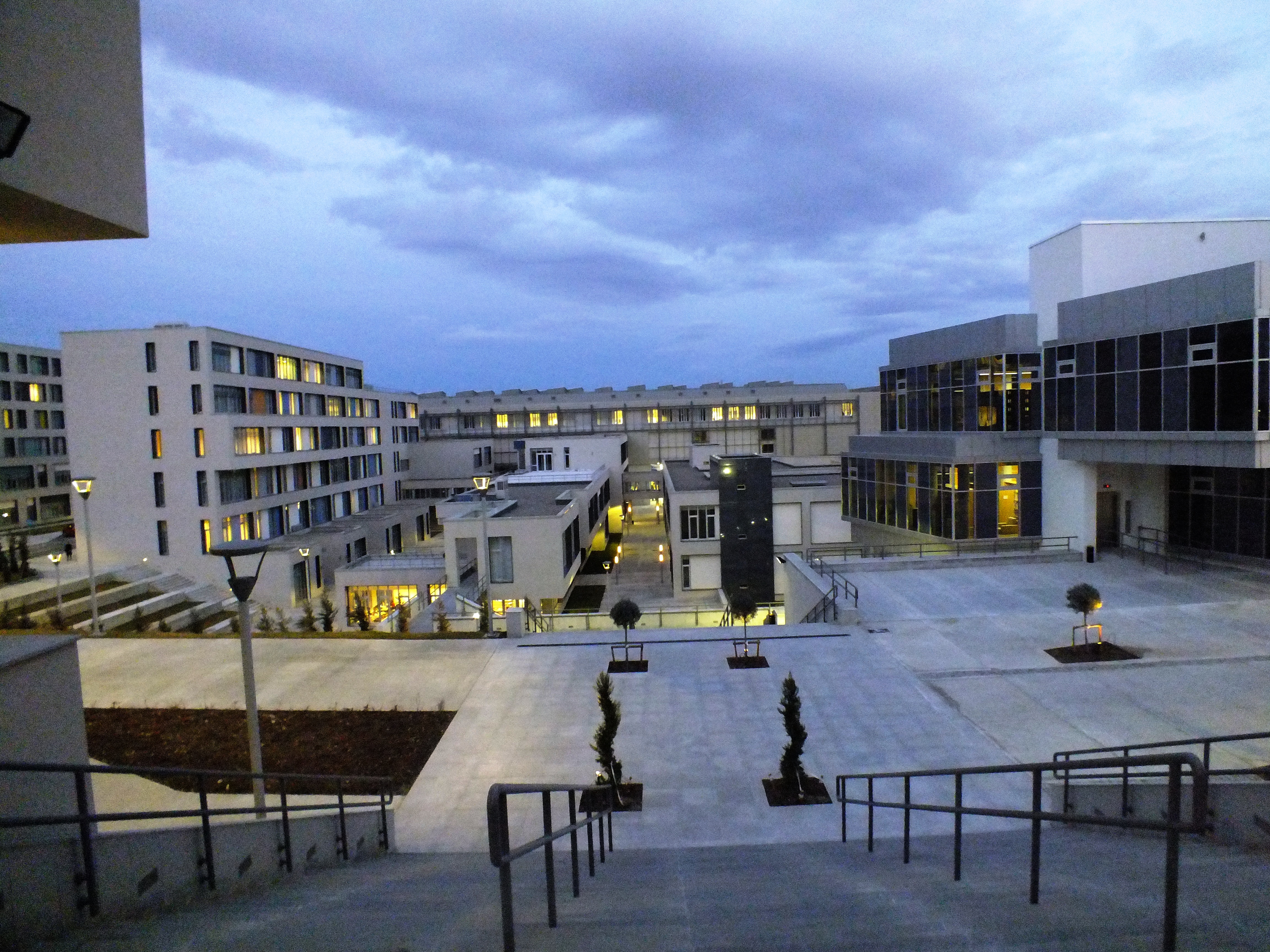

39°49′7.93″N 32°33′46.2″E / 39.8188694°N 32.562833°E
詹卡亚大学（土耳其語：Çankaya Üniversitesi）是一座位于土耳其安卡拉市的私立大學。詹卡亚大学创建于1997年7月9日。从1997年秋季学期开始它开始教学。

## 历史
詹卡亚大学的拥有者是安卡拉的一个私人基金会。瑟特克·阿尔普（Sıtkı Alp）把它拥有的一所中学改建为大学，成为詹卡亚大学。1997年前土耳其总统苏莱曼·德米雷尔为它举办开幕典礼。
2011年詹卡亚大学的新校园启用，面积40万平方米，许多系迁移到那里。

## 学院和系
艺术和科学学院
- 数学和计算机科学系
- 英语和文学系
- 翻译系
- 心理系

工程和建筑学院
- 建筑系
- 民用工程系
- 计算机工程系
- 工业工程系
- 电子和通讯工程系
- 内部建筑系
- 材料科学和工程系
- 机械工程系
- 机电工程系

经济和管理科学学院
- 政治科学和国际关系系
- 经济系
- 国际贸易系
- 管理系

法学学院
詹卡亚假期训练学校
- 国际贸易管理系

本科学院
- 自然和应用科学本科学院
- 社会科学本科学院

预科学校
- 预科学校

## 研究中心
- 创新和研究应用企业家中心
- 法学研究和应用中心
- 妇女研究和应用中心
- 阿塔图尔克原则和革命历史研究和应用中心
- 持续教育、咨询和应用中心

## 体育俱乐部
詹卡亚大学体育俱乐部建立于1986年，后改为大学体育俱乐部，其活动主要在大学的新校园上。